# Shawn Hatosy

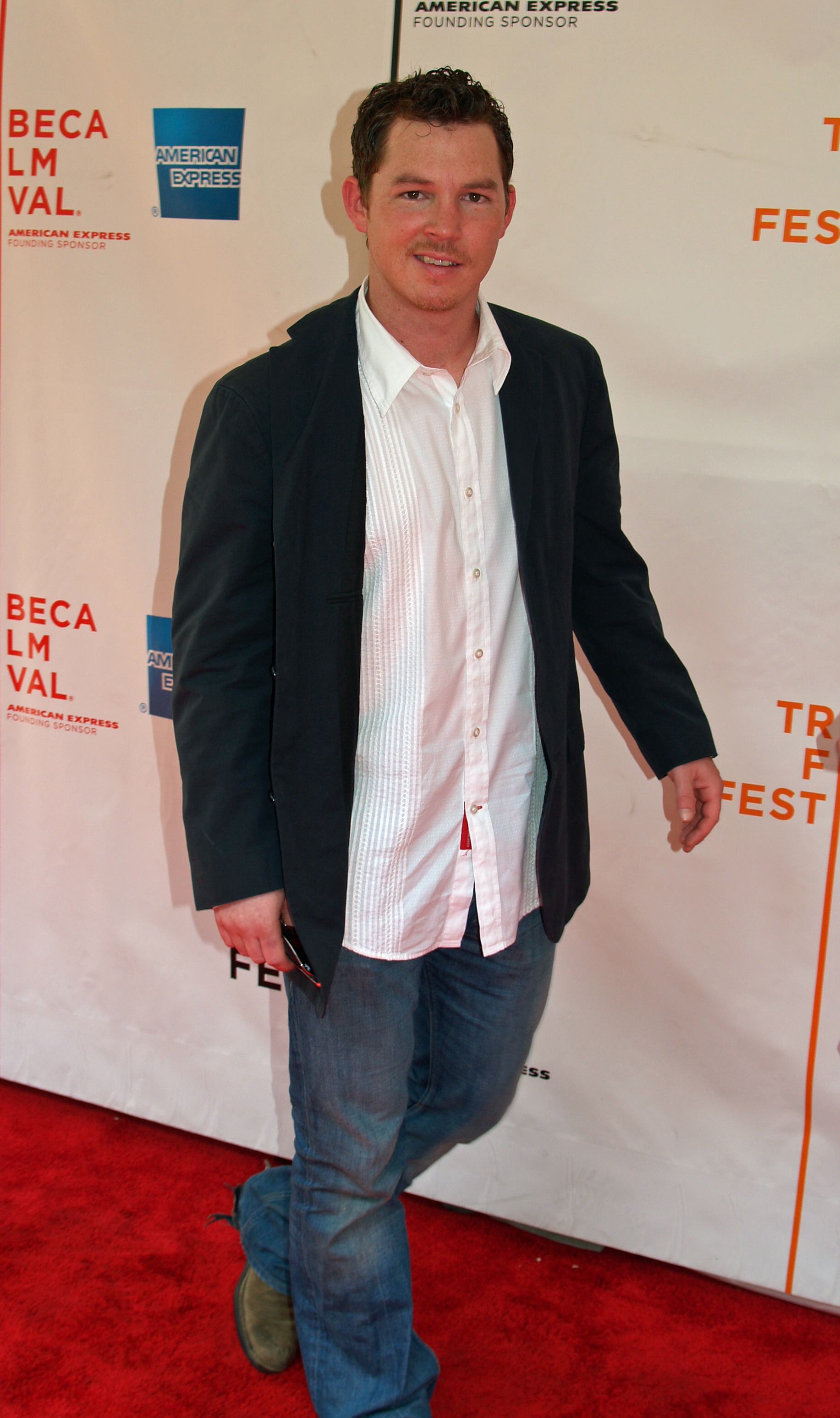
Shawn Hatosy

Shawn Wayne Hatosy (* 29. Dezember 1975 in Frederick, Maryland) ist ein US-amerikanischer Schauspieler.

## Leben und Wirken
Hatosy debütierte 1995 in einer Folge der Fernsehserie Homicide. Zu seinen bekannteren Kinofilmen gehören u. a. The Faculty, The Cooler – Alles auf Liebe, 11:14 und Alpha Dog – Tödliche Freundschaften. Darüber hinaus hatte Hatosy Gastrollen in verschiedenen Fernsehserien, darunter Six Feet Under – Gestorben wird immer, CSI: Den Tätern auf der Spur und Numbers – Die Logik des Verbrechens.
2003 war er für seine Rolle in dem Fernsehdrama Soldier’s Girl (2003) für einen Golden Satellite Award in der Kategorie Bester Nebendarsteller in einer Miniserie oder einem Fernsehfilm nominiert.

## Privates
Shawn ist seit Dezember 2010 mit der Schauspielerin Kelly Albanese verheiratet. Sie haben drei gemeinsame Söhne (* 2006, 2012 und 2017).
Als begeisterter Tennisspieler wird er oft zu Charity-Events eingeladen.

## Filmografie (Auswahl)
- 1995: Homicide (Homicide: Life on the Street, Fernsehserie, Episode 3x16)
- 1995: Familienfest und andere Schwierigkeiten (Home for the Holidays)
- 1996: All Over Me
- 1997: In & Out
- 1997: Postman (The Postman)
- 1998: The Faculty
- 1999: Überall, nur nicht hier (Anywhere But Here)
- 1999: Simpatico
- 1999: Zeugenschutzprogramm (Witness Protection, Fernsehfilm)
- 2000: Borstal Boy
- 2000: Den Einen oder Keinen (Down to You)
- 2001: Tangled
- 2002: John Q. – Verzweifelte Wut (John Q)
- 2002: Gelegenheit macht Liebe (A Guy Thing)
- 2002: Six Feet Under – Gestorben wird immer (Six Feet Under, Fernsehserie, Episode 2x01)
- 2003: The Cooler – Alles auf Liebe (The Cooler)
- 2003: Zeit der Sieger (The Winning Season, Fernsehfilm)
- 2003: 11:14
- 2003: Soldier’s Girl
- 2003: Dallas 362
- 2005: CSI: Den Tätern auf der Spur (CSI: Crime Scene Investigation, Fernsehserie, Episode 5x22)
- 2006: Factory Girl
- 2006: Emergency Room – Die Notaufnahme (ER, Fernsehserie, Episode 13x07)
- 2006: Alpha Dog – Tödliche Freundschaften
- 2007: Nobel Son
- 2008: Das Lazarus-Projekt (The Lazarus Project)
- 2009: Public Enemies
- 2009: Criminal Intent – Verbrechen im Visier (Fernsehserie, Folge 8x10, Abserviert)
- 2009: Bad Lieutenant – Cop ohne Gewissen (Bad Lieutenant: Port of Call New Orleans)
- 2009–2013: Southland (Fernsehserie, 39 Episoden)
- 2010: Dexter (Fernsehserie, 2 Episoden)
- 2011: Criminal Minds (Fernsehserie, Episode 7x10)
- 2011: Street Kings 2: Motor City
- 2014: Reckless (Fernsehserie, 13 Episoden)
- 2015: Fear the Walking Dead (Fernsehserie, 3 Episoden)
- 2016–2022: Animal Kingdom (Fernsehserie, 75 Episoden)
- 2022: SEAL Team (Fernsehserie, 1 Episode)
- 2023: Law & Order (Fernsehserie, 1 Episode)
- 2024: Unaufhaltsam (Unstoppable)